# Salida de la pista
La salida de la pista (en inglés: runway excursion) es una de las causas en los accidentes de aviación, en el que una aeronave que está en el proceso de despegue o en el aterrizaje no logra detenerse en los límites seguros de un aeropuerto. Esto sucede principalmente debido a aterrizajes o despegues tardíos, errores del piloto, fallas mecánicas, condiciones climáticas adversas, falta de mantenimiento de la pista o a una selección inadecuada de la pista.

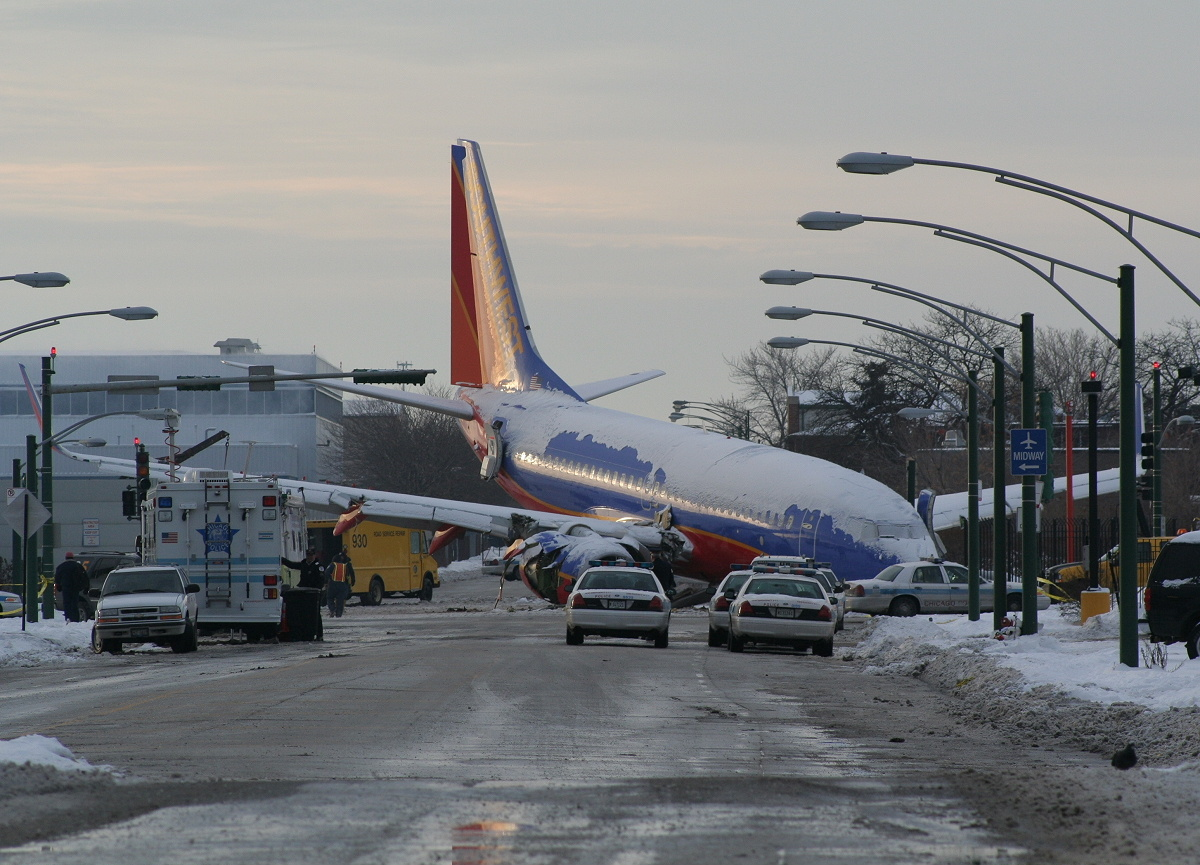
El vuelo 1248 de Southwest Airlines después de una salida de pista en el Aeropuerto Internacional Midway de Chicago.

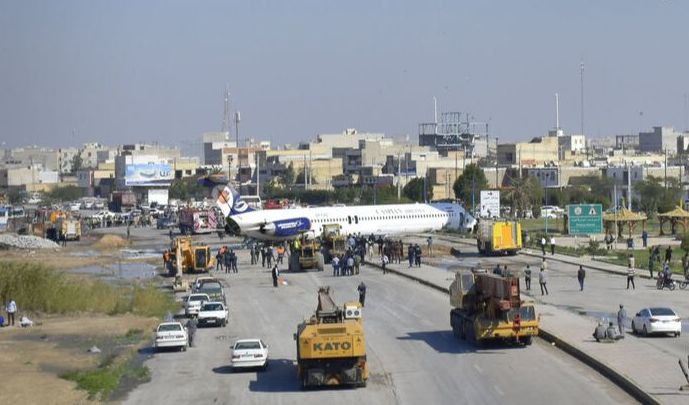
El vuelo 6936 de Caspian Airlines terminó en una carretera principal después de una salida de pista en el Aeropuerto Internacional de Mahshahr, Irán.

Existen varios tipos de salidas de la pista:
- Cuando una aeronave está despegando pero por alguna causa externa o interna no logra despegar o realiza la maniobra de despegue fallido antes de llegar al final de la pista designada.
- Cuando una aeronave está aterrizando y  por alguna causa externa o interna no puede detenerse antes de llegar al final de la pista designada, lo que provoca que continúe moviéndose y impacte con objetos fuera del límite territorial del aeropuerto.
- Cuando la aeronave que está en el proceso de despegue o en el aterrizaje, realiza un despegue fallido o una maniobra de aproximación fallida pero este no logra con éxito volver a despegar o aterrizar con éxito y se inclina hacia un determinado lado de la pista designada impactando bruscamente.

Cuando una aeronave sale del final de la pista, esto se conoce como salida de pista (o, informalmente, salida de pista). Las salidas de la pista pueden ocurrir debido a un error del piloto, mal tiempo o un fallo en la aeronave. Las salidas de pista pueden ocurrir tanto durante el despegue como durante el aterrizaje.
Según la Flight Safety Foundation en el 2008, las salidas de la pista fueron el tipo de accidente en el proceso del aterrizaje más frecuente, ligeramente por delante de las colisiones en la pista.  En los accidentes ocurridos en la pista registrados entre 1995 y 2007, el 96 % de los accidentes ocurridos en pista y el 80 % de los accidentes con víctimas mortales implicaron salidas de la pista.

## Gestión y prevención
Las medidas para gestionar las salidas de la pista se centran en prevenirlas o en minimizar la cantidad de daños materiales o lesiones que causan. En esta última categoría, los reguladores de seguridad de la aviación pueden establecer normas como áreas mínimas de seguridad en la pista destinadas a permitir que una aeronave disponga del tiempo y la distancia adecuada para detenerse en caso de no lograr detenerse en la pista.

### Ampliación y prolongación de pistas en aeropuertos
Un aspecto clave para prevenir las salidas de pista es proporcionar pistas con suficiente longitud y anchura para acomodar las aeronaves utilizadas en un aeropuerto. En la década de 1960 y con la llegada de las aeronaves a reacción como el Boeing 707, que operan a velocidades más altas, incluso en el despegue y el aterrizaje, en comparación con los aviones de hélice anteriores, las aeronaves a reacción requerían pistas más largas. A mediados de la década de 1960, la Administración Federal de Aviación (FAA) propuso aumentar los requisitos de longitud mínima de pista en 800 pies (240 m) en todos los aeropuertos en los Estados Unidos, con servicio de aviones de reacción, ampliándose a 1200 pies (370 m) en condiciones de lluvia o nieve. Sin embargo, estos requisitos habrían hecho necesario construir pistas de extensión o incluso construir nuevos aeropuertos en algunas ciudades. Después de una fuerte respuesta de la industria, la FAA retiró la propuesta y, en su lugar, solo ordenó un aumento del quince por ciento en la longitud mínima de pista durante los aterrizajes en condiciones húmedas o resbaladizas.
Para evitar que se produzcan desviaciones en las pistas, puede ser necesario construir nuevos aeropuertos cuando no hay suficiente espacio para ampliar las pistas existentes. En julio de 1965, el vuelo 12 de Continental Airlines (un Boeing 707) se salió de la pista al aterrizar bajo una fuerte lluvia y fuertes vientos en el Aeropuerto Internacional de Kansas City. Los investigadores descartaron un error del piloto y determinaron que habría sido imposible detener el avión en la longitud de la pista del aeropuerto. La ampliación de la pista de 7000 pies (2100 m) no fue posible debido a las limitaciones de espacio que rodeaban al aeropuerto urbano, y al año siguiente se aprobó la construcción del Aeropuerto Internacional de Kansas City al norte de la ciudad, que se inauguró en 1972 con pistas de 9500 pies (2900 m) y 9000 pies (2700 m) de longitud.

### Sistema de detención en materiales de ingeniería
Los Aeropuertos como el Aeropuerto LaGuardia en Queens, Nueva York, pueden carecer de espacio adecuado para cumplir con los estándares de seguridad de las pistas. Como resultado, en la década de 1990, la FAA comenzó a realizar investigaciones sobre nuevas tecnologías para detener rápidamente las aeronaves a menos de 1000 pies (300 m) en caso de que se salgan de la pista.
El sistema de detención en materiales de ingeniería (EMAS) se desarrolló como un material de alta absorción de energía que podría instalarse como una superficie más allá del final de las pistas, que fue diseñado para colapsar bajo el peso de una aeronave (absorbiendo energía y desacelerando el avión en el proceso) en caso de que la aeronave no logrará detenerse. El sistema EMAS se instaló en el aeropuerto LaGuardia a partir de 2005 y finalizó en 2015. En octubre de 2016, un avión Boeing 737 con 37 personas a bordo, incluido el candidato republicano a la vicepresidencia Mike Pence, se salió de la pista al aterrizar en LaGuardia. Se le atribuyó al EMAS el mérito de detener el avión de manera segura y sin daños graves ni víctimas.
A diciembre de 2020, el sistema EMAS se ha instalado en más de 100 límites territoriales de pistas en más de 50 aeropuertos comerciales en los Estados Unidos y ha detenido de manera segura 15 aeronaves involucradas en sobrepasar la pista.

### Tecnología en los sistemas de vuelo
Airbus probo y  desarrolló el sistema de prevención de salida de la  pista en el 2016, este sistema es uno de los varios sistemas de vuelo destinados a prevenir las salidas de la pista aumentando la conciencia situacional de los pilotos y mejorando la automatización durante los aterrizajes.

### Evaluación del estado de la pista en aeropuertos
La Evaluación de Rendimiento en el despegue y el aterrizaje (TALPA) se introdujo en 2016, mediante la cual los operadores en los aeropuertos informan sobre los códigos de condiciones en la pista (RWYCC) para el despegue y el aterrizaje.